# Djebel Ressas

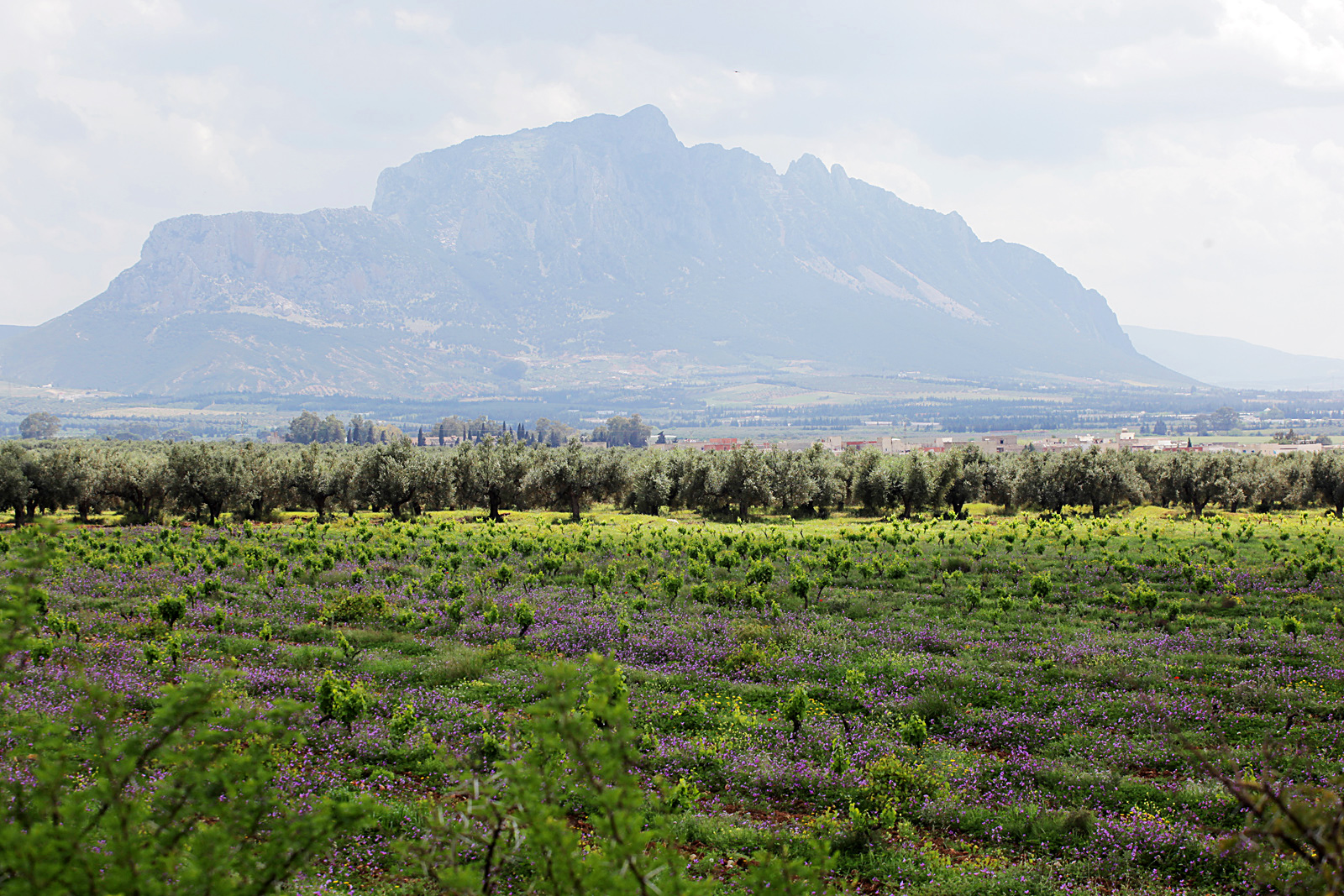
Djebel Ressas über der Ebene von Mornag

Der Djebel Ressas (arabisch جبل الرصاص; deutsch: ‚Bleiberg‘) ist ein ca. 4 km langer und maximal 795 m hoher Kalkstein-Bergstock südlich des Golf von Tunis.

## Lage
Der Djebel Ressas befindet sich etwa 30 km Luftlinie südöstlich von Tunis bzw. etwa 10 km südöstlich der Stadt Mornag in unmittelbarer Nachbarschaft zum Djebel Boukornine. Er überragt die fruchtbare Mornag-Ebene mit ihren Weinstöcken und Olivenbäumen. Im Südwesten des Bergstocks befindet sich eine Zementfabrik.

## Geologie
Die Kalksteinstruktur des gemeinhin als östlicher Ausläufer des Atlasgebirges angesehenen Bergstocks findet sich in den meisten Bergzügen Tunesiens, die zur Dorsale gehören. Im Felsgestein wurden winzige Skelette von Strahlentierchen gefunden, was darauf hinweist, dass das ganze Gebiet einst unterhalb des Meeresspiegels lag und durch die Kräfte der Kontinentaldrift emporgehoben wurde.

## Besteigung
Eine Besteigung des Gipfels ist im Rahmen einer etwa vier- bis fünfstündigen Trekking-Tour von der Westseite (Mosquée Djebel Ressas) aus möglich; es gibt jedoch keinen markierten Weg. Unterhalb des Gipfels befindet sich ein von Menschenhand geschaffenes Höhlensystem, in welchem früher bleihaltiges Gestein abgebaut wurde.